# Burg Elnhausen
Die Burg Elnhausen, auch Wasserburg Elnhausen genannt, ist eine abgegangene Wasserburg im Marburger Stadtteil Elnhausen im hessischen Landkreis Marburg-Biedenkopf.

## Geographische Lage
Sie befand sich auf 225 m ü. NN Höhe am nordwestlichen Ortsrand auf dem auslaufenden Schlepphang des Stöckelsbergs/Stackelbergs (366 m). An ihrer Stelle steht seit 1707/1717 das Schloss Elnhausen mit den einstmals dazugehörigen Wirtschaftsgebäuden.

## Geschichte
In dem im Jahre 1235 als „villa Ailenhusen“ erstmals urkundlich erwähnten Ort werden die ortsadeligen Herren von Elnhausen 1251 als Erbauer einer kleinen Burg erwähnt. Spätere Besitzer waren die Herren von Weitershausen, von denen sie im 16. oder Anfang des 17. Jahrhunderts an die Familie Schenk zu Schweinsberg überging. 1635, nachdem kaiserliche Truppen die Gegend verwüstet hatten, wird von einem „adeligen Haus“ gesprochen, 1703 wieder von einer „freiadeligen Burg“.
Im Jahre 1672 kaufte Hermann von Vultejus (Vultée), in Marburg amtierender landgräflich hessen-kasselscher Regierungsrat, die im Dreißigjährigen Krieg teilweise zerstörte und seitdem vernachlässigte Burg mit dem dazugehörigen Gutsbesitz von den Schenken zu Schweinsberg. In den Jahren 1707 bis 1717 ließ Vultejus, seit 1687 Vizekanzler der Provinz Oberhessen, die alte Anlage abreißen und an ihrer Stelle auf dem nahezu quadratischen Grund der einstigen Burg einen Gutskomplex anlegen, mit einem barocken Schloss nach französischem Vorbild an der Westseite und den Wirtschaftsgebäuden an den drei anderen Seiten.
Von der einstigen Burg ist seitdem nur noch ein Wallgraben südlich des heutigen Schlosses erhalten.